# Landschaftsschutzgebiet Talraum der Rümmecke
Das ehemalige Landschaftsschutzgebiet Talraum der Rümmecke mit 3 ha lag im Stadtgebiet von Meschede im Hochsauerlandkreis. Es wurde 1994 mit dem Landschaftsplan Meschede durch den Kreistag des Hochsauerlandkreises als Landschaftsschutzgebiet (LSG) ausgewiesen und ging 2020 mit der Neuaufstellung des Landschaftsplanes im Naturschutzgebiet Thielenberg-Osthang auf. Das LSG war eines von 102 Landschaftsschutzgebieten in der Stadt Meschede. Das Landschaftsschutzgebiet Talraum der Rümmecke wurde als Landschaftsplangebiet vom Typ C, Wiesentäler, ausgewiesen.
Das LSG lag westlich von Freienohl. Darin befanden sich der Fluss Rümmecke und Grünland in der Flussaue.

## Schutzvorschriften
Wie in den anderen Landschaftsschutzgebieten vom Typ C im Landschaftsplangebiet Meschede besteht in diesem LSG ein Umwandlungsverbot von Grünland und Grünlandbrachen in Acker oder andere Nutzungsformen. Eine Erstaufforstung und eine Anlage von Weihnachtsbaumkulturen ist verboten. Eine maximal zweijährige Ackernutzung innerhalb von zwölf Jahren ist erlaubt, falls damit die Erneuerung der Grasnarbe vorbereitet wird. Dies gilt als erweiterter Pflegeumbruch. Beim erweiterten Pflegeumbruch muss ein Mindestabstand von fünf Metern vom Mittelwasserbett eingehalten werden.

## Schutzzweck
Die Ausweisung erfolgte zur Ergänzung der Naturschutzgebiets-Ausweisung von Meschede um ein Offenlandbiotop-Verbundsystem zu schaffen, damit Tiere und Pflanzen Wanderungs- und Ausbreitungsmöglichkeiten behalten, und dem Erhalt der Vorkommen geschützter Vogelarten sowie dem Schutz artenreicher Pflanzengesellschaften.